# Dark 'n' Stormy
El Dark 'n' Stormy es un cóctel de trago largo hecho con ron oscuro (el dark) y cerveza de jengibre (el stormy) servido con hielo y adornado con una rodaja de lima. Frecuentemente se le añaden jugo de lima y/o jarabe también. Este cóctel es muy similar al Moscow mule, excepto que Dark 'n' Stormy lleva ron oscuro en lugar de vodka.
La empresa de ron Gosling Brothers afirma que la bebida fue inventada en Bermudas justo después de la Primera Guerra Mundial.

## Marca y litigation

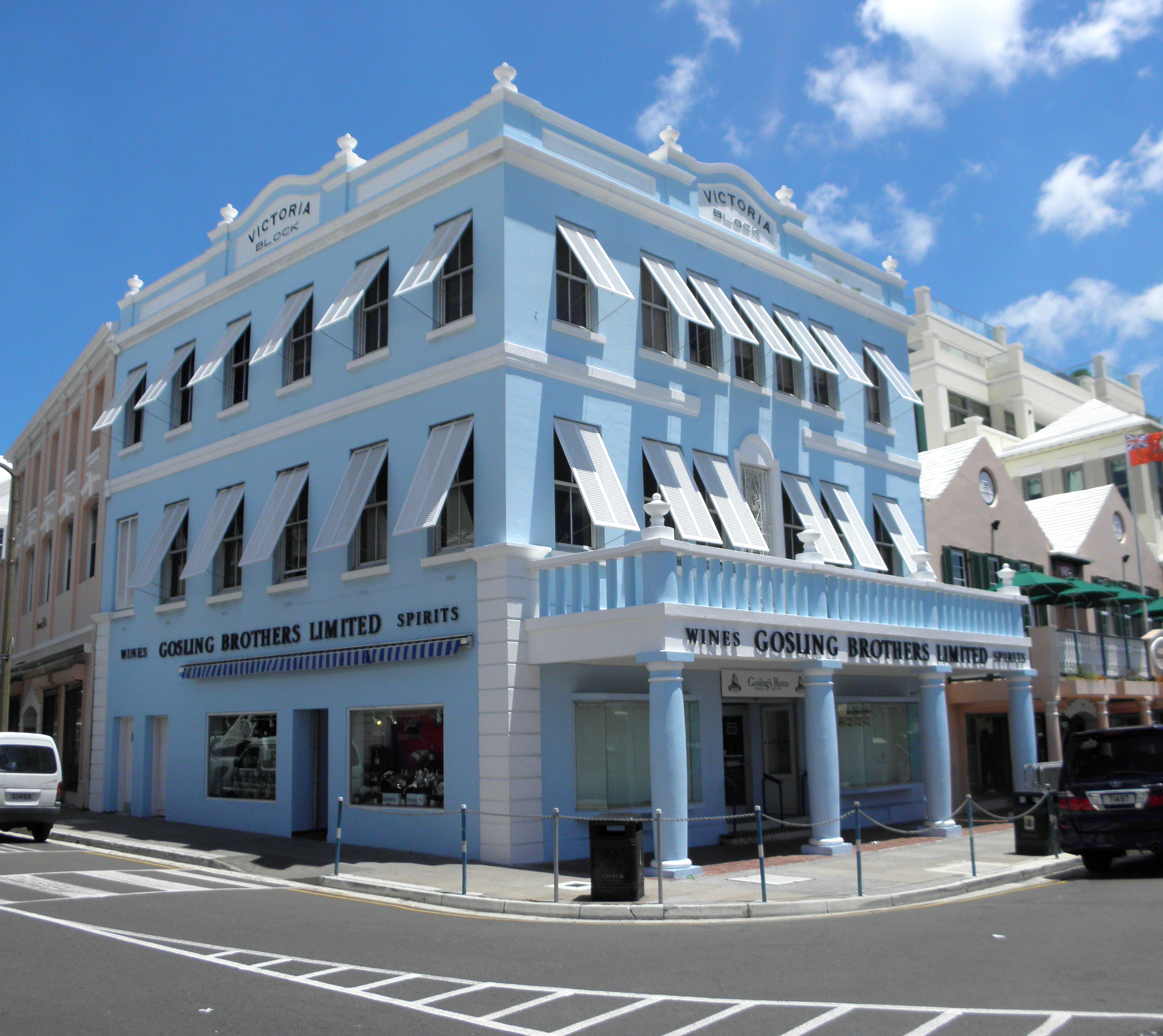
Edificio de Gosling Brothers en las Bermudas.

En los Estados Unidos, Dark 'n' Stormy ha sido una marca registrada de Gosling Brothers Ltd. (con sede en Bermudas) desde 1991. Gosling comercializa la bebida a través de vínculos con la comunidad de vela y regatas.
Gosling Brothers utiliza este registro para prohibir la comercialización en los Estados Unidos de una bebida con el nombre «Dark 'N Stormy», o un nombre relacionado y confuso, a menos que esté hecho con ron Gosling Black Seal. Gosling ha litigado o amenazado litigios sobre la marca contra Pernod Ricard, Proximo Spirits, Picaroons Traditional Ales, Infinium Spirits 'Zaya y un blog de cócteles..

## Nombre
Gosling Brothers ha registrado una versión del nombre que usa un apóstrofo ('N), mientras que la Asociación Internacional de Bartenders usa dos apóstrofes ('N').
Debido a las amenazas de litigio de Gosling Brothers, algunas fuentes usan otras variaciones en el nombre para describir bebidas similares, como "Safe Harbor".

## Variantes
Un cider 'n' stormy, o dark 'n' stormy cider, o dark and stormy orchard es una mezcla de ron oscuro, sidra de manzana y cerveza de jengibre. El fall dark 'n' stormy contiene Bourbon, sidra de manzana, zumo de limón, y cerveza de jengibre.